# Bothrops
Bothrops este un gen de șerpi din familia Viperidae.

## Specii[1]
- Bothrops alcatraz
- Bothrops alternatus
- Bothrops ammodytoides
- Bothrops andianus
- Bothrops asper
- Bothrops atrox
- Bothrops barnetti
- Bothrops brazili
- Bothrops caribbaeus
- Bothrops colombianus
- Bothrops colombiensis
- Bothrops cotiara
- Bothrops erythromelas
- Bothrops fonsecai
- Bothrops iglesiasi
- Bothrops insularis
- Bothrops itapetiningae
- Bothrops jararaca
- Bothrops jararacussu
- Bothrops jonathani
- Bothrops lanceolatus
- Bothrops leucurus
- Bothrops lojanus
- Bothrops marajoensis
- Bothrops moojeni
- Bothrops muriciensis
- Bothrops neuwiedi
- Bothrops pictus
- Bothrops pirajai
- Bothrops sanctaecrucis
- Bothrops venezuelensis